# 張敷華
張敷華（1439年—1508年7月20日），字公實，號介菴，江西吉安府安福縣（今江西省安福縣）人，明朝政治人物，官至都察院左都御史。

## 生平
景泰初年，进入国学。天顺八年（1464年），登进士，改庶吉士。成化元年（1465年），与劉大夏从部事，授兵部主事，升任郎中。成化十一年，出任浙江参议，居浙江十余年，历任浙江布政使。
弘治初年，迁湖广布政使。升都察院右副都御史，巡抚山西，中途奔丧，除服后恢复原职。在任期间处理粮运管理等。改为陕西巡抚，制定婚丧礼仪等。之后升南京兵部右侍郎。弘治十二年（1499年），改右都御史，总督漕运，兼巡抚淮、扬等府。之后掌管南京都察院，与南京吏部尚书林瀚、佥都御史林俊、国子监祭酒章懋共称「南都四君子」，就遷南京刑部尚書。
正德元年（1506年），召为左都御史。同年冬，大臣与言官请求驅逐刘瑾等宦官，内阁力主此事。武宗犹豫不决。繼而朝廷風氣大變，宦官势力大增。張敷華只能与楊守隨辞职，至徐州时乘坐小艇遇到洪水，觸石几乎溺死。刘瑾仍然忌恨，欲借湖廣倉儲浥爛事，连坐張敷華。翰林院修撰康海对刘瑾说：「吾秦人愛張公如父母，公忍相薄耶？」刘瑾于是稍微解意，仍然连坐其与楊守隨罪。次年六月病卒。

## 身后
刘瑾伏誅後，贈太子少保，謚簡肅。

## 家族
父張洪官至监察御史，死于土木之变。孫張鰲山，官監察御史。